# Canuellopsis typica
Canuellopsis typica är en kräftdjursart som beskrevs av Lang 1936. Canuellopsis typica ingår i släktet Canuellopsis och familjen Canuellidae. Inga underarter finns listade i Catalogue of Life.